# دهستان کناره
دهستان کناره نام دهستانی در بخش مرکزی شهرستان مرودشت، استان فارس در ایران است. بر اساس سرشماری مرکز آمار ایران در سال ۱۳۸۵، جمعیت آن ۲۰۰۲۴ نفر (۵۰۷۰ خانوار) بوده‌است.